# Пасленка
Пасленка (пол. Pasłęka; нем. Passarge) — река в Польше. Протяжённость реки составляет до 210 километров; впадает в Балтийское море. Площадь бассейна 2295 км².

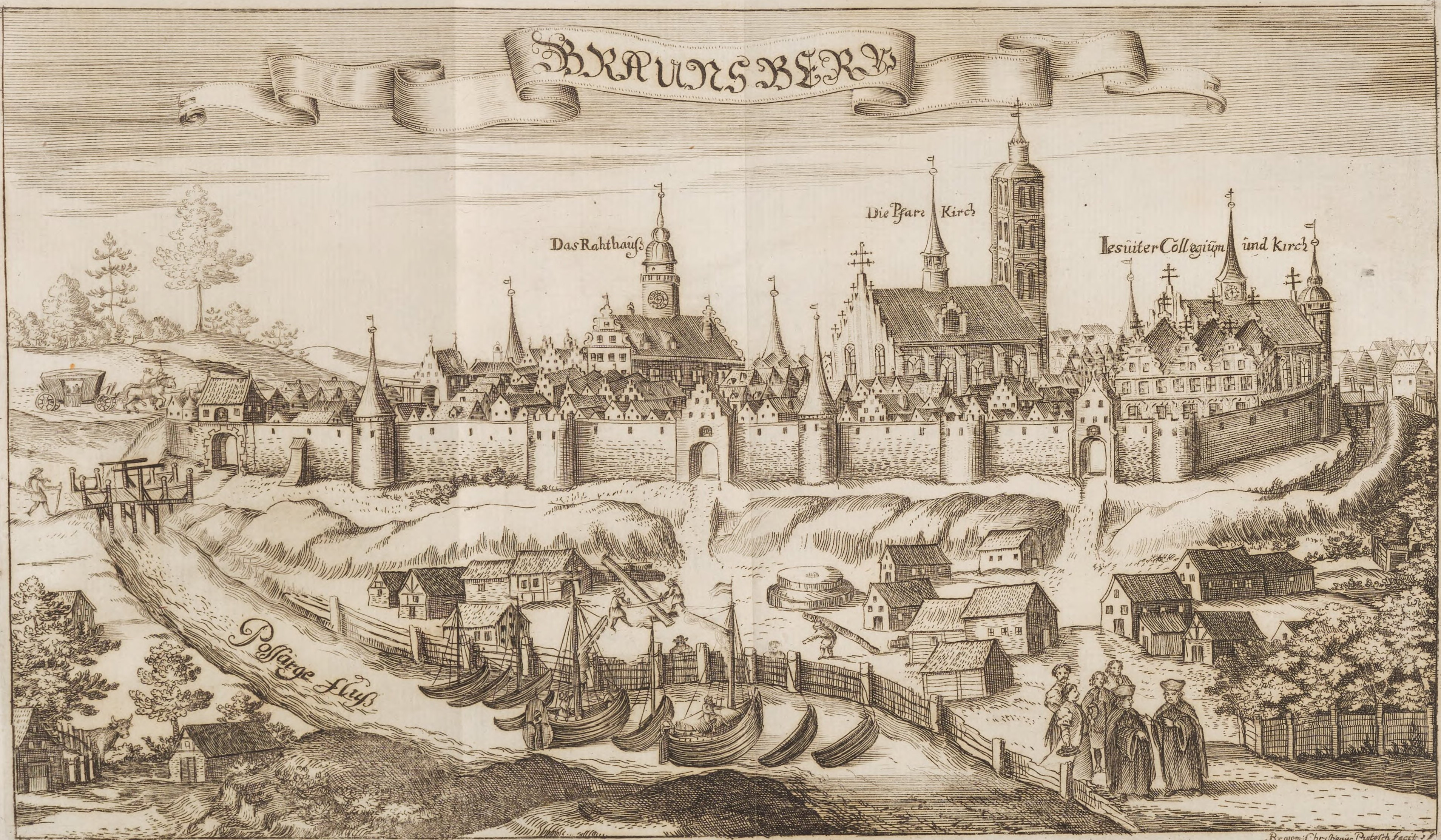
Пассарге близ Браунсберга (1684 год)

Исток реки находится на высоте 156 метров над уровнем моря неподалёку от польского города Ольштынек. Река протекает по территории заповедника «Приют бобров на реке Пасленка».
Ранее река Пасленка находилась на территории Пруссии и до 1949 года носила название Пассарге.
На берегу реки расположен город Бранево (ранее Браунсберг). Во времена наполеоновских войн, в феврале 1807 года здесь произошло столкновение между прусской армией и войсками Наполеона в ходе которого последние овладели Браунсбергом.
Во время Второй мировой войны войска 2-го Белорусского фронта вели ожесточенные бои при форсировании реки с силами Вермахта.